# Bitwa pod Asiago
Bitwa pod Asiago, nazywana też czasem bitwą o płaskowyż (wł. Battaglia degli Altipiani) i ekspedycją karną (niem. Strafexpedition) – bitwa stoczona na froncie włoskim I wojny światowej w dniach od 15 maja do 10 czerwca 1916 roku.

## Tło
Po pięciu krwawych bitwach nad Isonzo kolejna ofensywa austriacka na froncie włoskim wyszła nieoczekiwanie z obszaru Tyrolu Południowego. W przypadku jej powodzenia siły austro-węgierskie okrążyłyby włoską 2. i 3 Armię walczące nad Isonzo oraz włoską 4 Armię broniącą regionu Belluno i wschodniej części Trydentu, dochodząc do Adriatyku w okolicy Wenecji. Śmiały plan miał szanse powodzenia.

## Przebieg walk

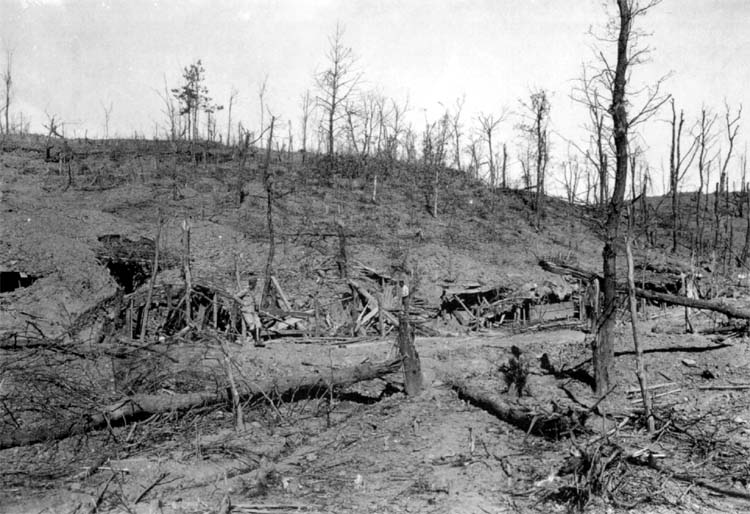
Zniszczenia po bitwie pod Asiago

Pomimo wcześniejszych doniesień wywiadu atak austriacki był dla Włochów zupełnym zaskoczeniem. 15 maja 1916 roku 2000 austro-węgierskich dział rozpoczęło silny ostrzał włoskich linii, podpalając Trentino. Austro-węgierska piechota zaatakowała na froncie o długości 50 km. Włoskie skrzydła utrzymały swoją pozycję, ale centrum ustąpiło, a oddziału austro-węgierskie przebiły się, grożąc dotarciem do Równiny Weneckiej. Ofensywa ujawniła niedobory kadrowe i dezorganizacje włoskiej 1 Armii. Ponieważ Vicenza znajdowała się zaledwie ok. 30 km od miejsca przełamania, wszystkie włoskie siły nad Isonzo stanęły w obliczu oskrzydlenia.
Gen. Luigi Cadorna pospiesznie wysłał posiłki do 1 Armii i rozmieścił nowo utworzoną 5 Armię pod dowództwem Pietra Frugoniego, aby zaatakować wroga, gdyby udało mu się wkroczyć na równinę. Sytuacja była krytyczna, ale zaangażowanie rezerw i wymiana kilku najsłabszych włoskich dowódców stopniowo ją poprawiły.
20 maja wojska austro-węgierskie wkroczyły na płaskowyż Asiago, zdobywając go do 28 maja. Austriacy byli już jednak wyczerpani, mieli mało amunicji i słabe linie zaopatrzeniowe, a do końca maja nie udało im się przebić na niziny.
Ostatecznie losy ofensywy rozstrzygnęły się na zupełnie innym froncie. Na skutek zupełnie nieoczekiwanej rosyjskiej ofensywy Brusiłowa w Galicji część oddziałów musiała zostać przesunięta na front wschodni. Reszta sił wycofała się z wysuniętych pozycji, zachowując część zdobyczy. Ofensywa austriacka załamała się.